# Клочко, Владимир Юрьевич
Владимир Юрьевич Клочко (Кошка) (1889, Самохваловичская волость, Минская губерния — декабрь 1918, Екатеринослав) — советский партийный деятель, секретарь подпольного Донецко-Криворожского обкома КП(б)У. Кандидат в члены ЦК КП(б)У (октябрь-декабрь 1918).

## Биография
Родился в 1889 году в Самохваловичской волости Минского уезда (ныне на территории Минской области) в крестьянской семье.
В 1905 году родители переехали в северный пригород Екатеринослава в посёлок Султановку, северные рабочие выселки Мануйловки в Екатеринославском Заднепровье, севернее железнодорожной станции Нижнеднепровск. Отец, Юрий Клочко, работал рабочим Екатерининской железной дороги в Екатеринославе.
В революционном движении с 1905 года. Член РСДРП с 1913 года. Партийный псевдоним — Кошка. Вёл подпольную революционную работу на железной дороге. В 1916 году — руководитель партийной организации железнодорожных мастерских Екатеринослава.
После Февральской революции 1917 года — один из руководителей Нижнеднепровской организации большевиков, член Екатеринославского совета рабочих и солдатских депутатов, член исполнительного комитета профсоюза Екатерининской железной дороги, член стачечного комитета железной дороги. С декабря 1917 года — один из организаторов военно-революционных штабов и Красной гвардии на Екатерининской железной дороге, председатель экономического совета Амур-Нижнеднепровска.
С июля 1918 года — член Екатеринославского подпольного комитета КП(б)У.
С октября 1918 года — секретарь подпольного Донецко-Криворожского областного комитета КП(б)У.
В декабре 1918 года расстрелян войсками Украинской Народной Республики в Екатеринославе.

## Память
- Посёлок Султановка переименован в Клочко. Впоследствии к северу от Султановки и улицы Калиновой с 1950-х годов застроили район Новое Клочко. Султановка стала называться Старое Клочко.